# Robert Long
Robert Long, pseudoniem van Jan Gerrit Bob Arend (Bob) Leverman (Utrecht, 22 oktober 1943 – Antwerpen, 13 december 2006) was een Nederlands zanger, schrijver, componist, cabaretier en radio- en televisiepresentator.

## Biografie

### Jeugdjaren
Long werd geboren in Utrecht en groeide op in Ederveen. Zowel hij als zijn gescheiden moeder kwamen regelmatig in aanvaring met de veelal orthodox-protestante dorpsbewoners. Dat werd er niet beter op toen Long openlijk voor zijn homoseksualiteit uitkwam. De weerstand die zijn geaardheid in zijn omgeving opriep, werd uiteindelijk de drijfveer voor zijn artistieke verzet. Hij uitte deze periode in het album Homo sapiens met gelijkluidende titelsong en het liedje Perebloesem op het album Nu.

### Eerste optredens
Na een korte carrière als etaleur bij HEMA ging Long als artiest optreden. Onder de artiestennaam 'Bob Revvel' richtte hij in 1963 de band The Yelping Jackals op. In 1964 veranderde de naam in Bob Revvel and the Yelping Jackals. In 1966 werd Long zanger van Bob Revvel and the A-Ones, waarmee de single It Takes Time werd uitgebracht. In 1967 stapte hij over naar de band Gloria, later Unit Gloria. Zijn Engelstalige repertoire had, zeker in het licht van wat er allemaal nog komen zou, een betrekkelijk onschuldig karakter. De grootste hit van Long bij Gloria is The Last Seven Days. Vanaf 1971 zong hij solo onder zijn definitieve artiestennaam Robert Long (een naam die verwijst naar zijn lengte van 1,92 meter), al bracht hij in 1973 nog een Engelstalige single uit onder de naam Michael Hirschmann. Toen Long bij Unit Gloria vertrok, werd zijn rol daar overgenomen door zangeres Bonnie St. Claire.
In 1975 werkte hij mee aan het satirisch theaterprogramma Scherts, satire, songs en ander snoepgoed met Dimitri Frenkel Frank, Jenny Arean en Jérôme Reehuis.

### Solocarrière

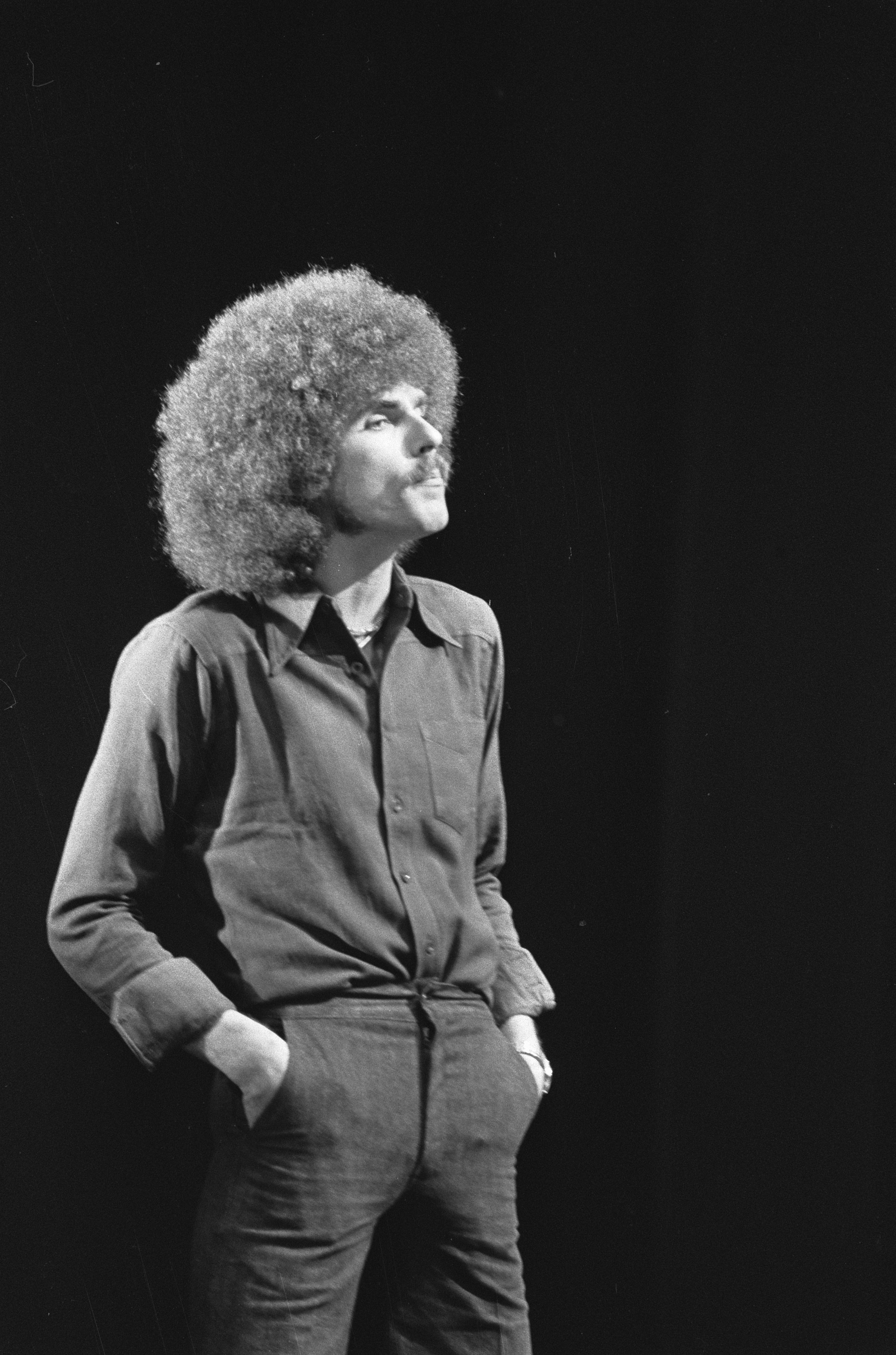
Robert Long (1974)

Aanvankelijk bracht Long enkele Engelstalige singles uit. Na een demo, waarop Long enkele eigen Nederlandstalige liedjes zong, werd hij in contact gebracht met arrangeur Erik van der Wurff. Onder de leiding van John Möring nam Long zijn eerste solo-lp Vroeger of later (1974) op. De liedjes kenmerkten zich door hun maatschappijkritische teksten, waarin met ironie de Amerikaanse politiek en de Nederlandse maatschappij behandeld werden. Bij zijn besluit om over te stappen op Nederlandstalig repertoire speelde een rol dat Longs Engelstalige solocarrière maar moeizaam van de grond kwam. Pas toen hij een langspeelplaat maakte met Nederlandse teksten, steeg hij in korte tijd naar de hoogste regionen van de albumhitparades.
Van zijn eerste Nederlandstalige album Vroeger of later werden uiteindelijk meer dan een half miljoen exemplaren verkocht. Het behoorde achtereenvolgens 118 weken bij de best verkochte albums, waarvan drie keer op de eerste plaats. Ook van zijn tweede album Levenslang, met daarop het nummer Thorbeckeplein, gingen enkele honderdduizenden over de toonbank. In 1977 ontving hij de eerste van zes Edisons.

### 'Heilige huisjes'

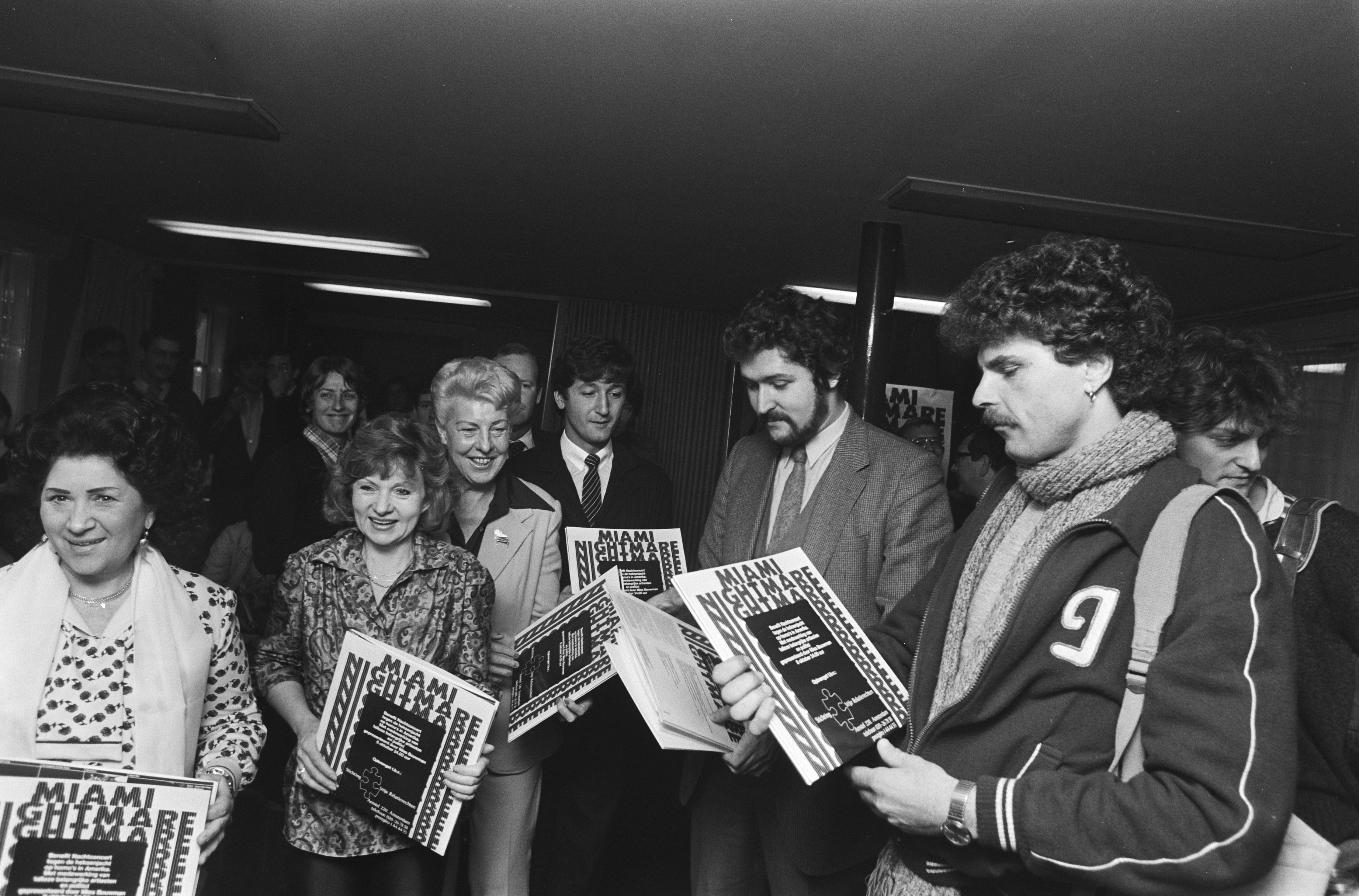
Presentatie opname Miami Nightmare (anti-Bryantmanifestatie) V.l.n.r. Zangeres Zonder Naam, Sylvia de Leur, Pia Beck, Manfred Langer, Henk Krol en Robert Long (1980)

In zijn liedjes verwoordde Long het onbehagen dat onder grote groepen jonge mensen leefde. Hij was vóór het milieu en tegen het kapitaal. Zijn felste teksten waren echter gericht tegen de Kerk, de paus en Jezus Christus zelf. Op Vroeger of later staat, naast romantische liedjes over liefde en homoseksualiteit, ook afkeuring tegen alles wat christelijk is zoals het bekende Jezus redt.
Het succes gaf Long vleugels en zijn provocaties werden openlijker en venijniger. Samen met Leen Jongewaard maakte Long in de jaren 80 een serie van drie theaterprogramma's: Duidelijk zo!? (1980), Tot hiertoe (heeft de Heere ons geholpen) (1982) en En het bleef nog lang onrustig in de stad (1983). Het duo trok ten strijde tegen 'burgerlijkheid en calvinisme'. Woedende reacties vanuit vooral de hoek van orthodoxe protestanten zoals de SGP, de EO en haar achterban maar ook vanuit katholieke kringen, stimuleerden Long alleen nog maar meer. Ook het evangelisten-echtpaar Lucas en Jenny Goeree kreeg ervan langs. Omdat hij weer soloprojecten wilde gaan maken, kwam er na de derde voorstelling met Jongewaard een einde aan hun samenwerking. Leen Jongewaard betreurde dat zeer.
Zijn albums bleven in de jaren 80 ook goed verkopen. In 1984 kreeg hij een Gouden Harp. In 1986 scoorde Long met de single Iedereen doet 't een top 10-hit in Nederland.

### Televisiewerk, radio, theater en schrijver
Eind jaren 1980 ging Long voor het eerst een televisieprogramma presenteren: Mijn geheim bij de TROS. Hoewel dit aanvankelijk vooral tot negatieve reacties leidde, was het programma toch succesvol. Niet veel later stapte Robert Long over naar de VARA, waar hij de taalquiz Tien voor taal presenteerde.
Vanaf 1986 schreef Long columns voor het Algemeen Dagblad. Een selectie hieruit werd in 1990 uitgebracht onder de titel Vandaag geen nieuws. In dezelfde tijd presenteerde hij bij de VARA de show Fantastico. Long schreef met Dimitri Frenkel Frank de Nederlandstalige musical Tsjechov. Aanvankelijk verscheen alleen de muziek daarvan op een cd, waarbij Long zelf de hoofdrol zong. Andere medewerkers aan dat project waren o.a. André van den Heuvel, Rob de Nijs, Simone Kleinsma, Martine Bijl en Robert Paul. Toen de musical een aantal jaren later voor het eerst op de planken werd gebracht, weigerde Long de hoofdrol, omdat hij niet meer in het theater wilde werken. Boudewijn de Groot kreeg de rol van de beroemde Russische schrijver. In Nederland werd de musical een groot succes, maar de Duitstalige versie – waarbij Long ook betrokken was – werd in Duitsland minder enthousiast ontvangen.
Zijn autobiografische roman Wat wil je nou, zijn romandebuut uit 1988, werd in de literaire kritiek maar erg matig geapprecieerd. Zo verscheen in Vrij Nederland een behoorlijk negatieve recensie van Joost Zwagerman, waarin hij Long onder andere aanwreef slechts van zijn bekendheid gebruik te maken. Er was wel een publiek voor, want de roman werd zelfs herdrukt.
In 1998 verscheen Beste Robert, Waarde Cees, een boek met brieven 'over leven, dood, liefde, seks, werk en collega's' die Robert Long wisselde met Cees van der Pluijm. Long en Van der Pluijm kenden elkaar al vanaf het begin van de jaren 1980; Van der Pluijm stelde in 1987 onder het pseudoniem Paul Lemmens de bundel Jij wou mij totaal samen, waarin voor het eerst alle Nederlandstalige liedteksten van Long in druk verschenen. Ook schreven zij samen de scabreuze schelmenroman Hete klippen (1991).
Van 1999 tot halverwege 2003 presenteerde Long voor de AVRO op Radio 2 het radioprogramma Mezzo.
Op 31 mei 2008 verscheen een tweede deel correspondentie met Cees van der Pluijm, getiteld Het laatste jaar. De brieven uit 2006, waarin Long zich uitlaat over dood, afscheid en ziekte, niet wetende dat hij snel ziek zou worden en zou sterven.
Het boek kon worden uitgegeven dankzij een actie van twee Robert Long-fans die in twee maanden ruim 250 intekenaars wierven. Uitgeverij De Stiel bracht het boek vervolgens op de markt.
Tijdens zijn laatste optredens leek Long milder te zijn geworden. De titel van zijn laatste cd die in 2006 verscheen, luidde 'n Duivels genoegen. De nummers op deze plaat zijn deels lyrisch en deels rebellerend.

### Activisme
Niet alleen in de teksten van zijn liedjes was Robert Long kritisch. Ook buiten zijn optredens was hij maatschappelijk actief. In 2000 werd hij bijvoorbeeld woordvoerder van de Stichting Varkens in Nood, een organisatie die misstanden in de bio-industrie onder de aandacht van het publiek wilde brengen. In het Agrarisch Dagblad en het weekblad Boerderij maakte hij een vergelijking met wreedheden uit de Tweede Wereldoorlog: "Varkens leven als in een concentratiekamp". Hij riep consumenten op te kiezen voor diervriendelijk geproduceerd varkensvlees in plaats van "het martelkarbonaadje, dat goedkoop, ziekmakend en op barbaarse wijze geproduceerd is". "Aan concentratiekampen is een einde gekomen. Schuldigen konden worden gestraft, maar voor de varkenshouderij gaat dat nog niet op", aldus Long. Het Agrarisch Dagblad publiceerde zijn kritiek onder de kop "Varkens zijn de joden van de vleesindustrie". Deze publicaties deden veel stof opwaaien in de media en in landbouwkringen. De landbouworganisatie LTO Nederland spande een kort geding tegen hem aan. Daarin werd de rechter verzocht hem te bevelen deze uitspraken terug te nemen en hem te verbieden verder in het openbaar soortgelijke uitlatingen te doen. De rechter honoreerde echter zijn beroep op de vrijheid van meningsuiting. Voor Varkens in Nood bracht Long ook een single uit, genaamd Een vrolijk biggetje.

### Overlijden
Long kreeg op 8 september 2005 een hartinfarct en werd hiervoor gedotterd in het Academisch Medisch Centrum te Amsterdam. Later dat jaar, op 6 december 2005, trouwde Long met zijn Belgische vriend en manager Kristof Rutsaert (1971). De voltrekking van het huwelijk werd in het gemeentehuis van Baarle-Nassau uitgevoerd door Gerard Cox, een goede vriend van Long. Speciaal voor het huwelijk werd Cox de week ervoor in Breda beëdigd als ambtenaar van de burgerlijke stand.
Op 11 december 2006 werd bekendgemaakt dat Long terminaal ziek was en nog zeer kort te leven had. Begin december werd hij met een ernstige vorm van buikvlieskanker in een ziekenhuis opgenomen. Hij kreeg chemotherapie maar dit werd vrij snel weer afgebroken nadat bleek dat de kuur niet aansloeg. Robert Long overleed op 13 december 2006 op 63-jarige leeftijd in een ziekenhuis in Antwerpen. Hij is op 23 december 2006 begraven in een zandgraf op de Haagse rooms-katholieke begraafplaats Sint Petrus Banden, niet ver van de arcade, waar ook zijn goede vriend Dimitri Frenkel Frank begraven is. Op het grafmonument staat een beeld van de Vlaamse kunstenaar George Minne (1866–1941) een "geknielde jongeling", waarvan het oorspronkelijke ontwerp gebruikt is voor een fontein in Gent; ook is er de zin te lezen die Long zelf uitkoos in zijn lied Grafschrift: "Iemand, in elk geval één, heeft er van hem gehouden".

### Na zijn overlijden
In december 2015 ging een musical over het leven van Robert Long met vele van zijn liedjes in première. In de door Stage Entertainment Nederland geproduceerde musical Robert Long speelt Paul Groot de titelrol, terwijl Jeremy Baker de rol van Leen Jongewaard vertolkt. Beiden zijn als acteur bekend van Koefnoen. Begin 2016 kwam de oeuvrebox Jij wou mij totaal uit met daarin al Longs Nederlandstalige albums. Hoewel de box spreekt van "Zijn complete Nederlandstalige oeuvre" ontbreken onder andere de cabaretalbums 10 jaar theater met Leen Jongewaard en diverse nummers die niet op albums van Long zijn terechtgekomen.

## Trivia
- In 1992 werkte hij als muziekproducent en liedjesschrijver mee aan het studioalbum Leuk voor later van Gerard Cox met de single Met z'n tweeën.
- Robert Long woonde en werkte lange tijd grote delen van het jaar in een villa in Menaggio in de bergen boven het Comomeer. Italië en de Italiaans/Zwitserse Alpenmeren beschouwde hij als zijn tweede thuis.[bron?]
- In 2020 bracht Jan Teertstra, toetsenist bij Johan en bassist van Spinvis, zijn debuutalbum uit (Ik had op meer gerekend), met daarop uitsluitend nummers van Robert Long die hij in een nieuw jasje heeft gestoken.

## Discografie
Zie ook discografie Unit Gloria.

### Albums
| Album met eventuele hitnotering(en) in de Nederlandse Album Top 100 | Datum van verschijnen | Datum van binnenkomst | Hoogste positie | Aantal weken | Opmerkingen                                                                     |
| ------------------------------------------------------------------- | --------------------- | --------------------- | --------------- | ------------ | ------------------------------------------------------------------------------- |
| Vroeger of later                                                    | 1974                  | 18 mei 1974           | 1(5wk)          | 118          |                                                                                 |
| Scherts, satire, songs & ander snoepgoed                            | 1975                  | -                     |                 |              | met Jenny Arean, Jérôme Reehuis & Dimitri Frenkel Frank                         |
| Levenslang                                                          | 1977                  | 26 februari 1977      | 2               | 23           |                                                                                 |
| Homo sapiens                                                        | 1980                  | 16 februari 1980      | 1(3wk)          | 24           |                                                                                 |
| Van voor de zomer 1973-1983                                         | 1982                  | 25 november 1982      | 4               | 11           | Verzamelalbum                                                                   |
| Dag kleine jongen                                                   | 1983                  | 21 januari 1984       | 2               | 35           |                                                                                 |
| Liefste, mijn liefste                                               | 1984                  | -                     |                 |              |                                                                                 |
| 10 jaar theater                                                     | 1985                  | -                     |                 |              | Verzamelalbum met hoogtepunten uit de theatershows                              |
| Achter de horizon                                                   | 1986                  | 8 maart 1986          | 1(2wk)          | 37           |                                                                                 |
| Hartstocht                                                          | 1988                  | 6 februari 1988       | 3               | 17           |                                                                                 |
| Goud op zilver                                                      | 1988                  | -                     |                 |              |                                                                                 |
| Tsjechov                                                            | 1988                  | 22 februari 1988      | 65              | 4            | Soundtrack Musical "Tsjechov" / met Martine Bijl, Simone Kleinsma & Robert Paul |
| Liedjes uit de krullentijd                                          | 1989                  | 25 november 1989      | 18              | 13           | Verzamelalbum                                                                   |
| Het onherroepelijke fantastico album                                | 1990                  | 14 april 1990         | 30              | 7            |                                                                                 |
| Voor mijn vrienden                                                  | 1992                  | 21 maart 1992         | 10              | 14           |                                                                                 |
| Het allerbeste van                                                  | 1993                  | 27 november 1993      | 22              | 15           | Verzamelalbum                                                                   |
| In die dagen                                                        | 1994                  | -                     |                 |              |                                                                                 |
| Uit liefde en respect                                               | 1994                  | 2 april 1994          | 4               | 28           |                                                                                 |
| Nu                                                                  | 1996                  | 26 oktober 1996       | 29              | 11           |                                                                                 |
| Uit liefde en respect voor Gershwin                                 | 1997                  | 13 september 1997     | 22              | 9            | met Greetje Kauffeld & Margriet Hermans                                         |
| Lang genoeg jong                                                    | 1999                  | 3 april 1999          | 11              | 11           |                                                                                 |
| Vanavond tussen 8 en 11 Live                                        | 2000                  | -                     |                 |              | Livealbum                                                                       |
| Brand!                                                              | 2002                  | 21 september 2002     | 28              | 26           |                                                                                 |
| 'n Duivels genoegen                                                 | 2006                  | 13 mei 2006           | 32              | 20           |                                                                                 |
| Essential                                                           | 23 juni 2011          | -                     |                 |              | Verzamelalbum                                                                   |
| Best of - 3 CD                                                      | 21 maart 2012         | 31 maart 2012         | 45              | 4            | Verzamelalbum                                                                   |

| Album met hitnotering(en) in de Vlaamse Ultratop 200 albums | Datum van verschijnen | Datum van binnenkomst | Hoogste positie | Aantal weken | Opmerkingen   |
| ----------------------------------------------------------- | --------------------- | --------------------- | --------------- | ------------ | ------------- |
| Het allerbeste van                                          | 1993                  | 13 januari 2007       | 89              | 1            | Verzamelalbum |

### Singles
| Single met eventuele hitnotering(en) in de Nederlandse Top 40 | Datum van verschijnen | Datum van binnenkomst | Hoogste positie | Aantal weken | Opmerkingen                                                                                 |
| ------------------------------------------------------------- | --------------------- | --------------------- | --------------- | ------------ | ------------------------------------------------------------------------------------------- |
| Let us try                                                    | 1973                  | 10 februari 1973      | 11              | 7            | Nr. 16 in de Single Top 100 / Alarmschijf                                                   |
| I believe in love                                             | 1973                  | 20 oktober 1973       | 31              | 4            |                                                                                             |
| Heeft een kind een toekomst                                   | 1984                  | 13 oktober 1984       | 30              | 3            | Nr. 29 in de Single Top 100                                                                 |
| Iedereen doet 't                                              | 1986                  | 26 april 1986         | 9               | 10           | Nr. 9 in de Single Top 100                                                                  |
| Geef ons vrede                                                | 1987                  | 3 januari 1987        | 37              | 3            | Nr. 26 in de Single Top 100                                                                 |
| Ai lof joe so                                                 | 1988                  | 27 februari 1988      | tip2            | -            | Nr. 35 in de Single Top 100                                                                 |
| Vanmorgen vloog ze nog                                        | 1988                  | 20 oktober 1988       | 16              | 7            | als Tjechov / met Martine Bijl, Simone Kleinsma & Robert Paul / Nr. 15 in de Single Top 100 |

| Single met hitnotering(en) in de Vlaamse Ultratop 50 | Datum van verschijnen | Datum van binnenkomst | Hoogste positie | Aantal weken | Opmerkingen                 |
| ---------------------------------------------------- | --------------------- | --------------------- | --------------- | ------------ | --------------------------- |
| Let us try                                           | 1973                  | -                     |                 |              | Nr. 15 in de Radio 2 Top 30 |
| Iedereen doet 't                                     | 1986                  | -                     |                 |              | Nr. 13 in de Radio 2 Top 30 |
| Ai lof joe so                                        | 1988                  | -                     |                 |              | Nr. 15 in de Radio 2 Top 30 |

### NPO Radio 2 Top 2000
| Nummers met noteringen in de NPO Radio 2 Top 2000                                  | '99 | '00  | '01  | '02  | '03  | '04  | '05 | '06  | '07  | '08  | '09  | '10  | '11  | '12  | '13  | '14  | '15  | '16  | '17  | '18  | '19  | '20  | '21  | '22  | '23  | '24  |
| ---------------------------------------------------------------------------------- | --- | ---- | ---- | ---- | ---- | ---- | --- | ---- | ---- | ---- | ---- | ---- | ---- | ---- | ---- | ---- | ---- | ---- | ---- | ---- | ---- | ---- | ---- | ---- | ---- | ---- |
| Flink zijn                                                                         | -   | -    | -    | -    | -    | -    | -   | -    | 485  | 1784 | 636  | 795  | 815  | 1088 | 1092 | 929  | 904  | 1105 | 875  | 971  | 834  | 1074 | 770  | 1143 | 1165 | 1203 |
| Iedereen doet 't                                                                   | -   | 1500 | 1443 | 1806 | 1851 | 1872 | -   | 1916 | 1724 | 1841 | 1868 | 1968 | 1983 | -    | -    | -    | -    | -    | -    | -    | -    | -    | -    | -    | -    | -    |
| Kalverliefde                                                                       | -   | -    | -    | -    | -    | 862  | 969 | 760  | 573  | 872  | 759  | 813  | 906  | 916  | 1126 | 888  | 1717 | 1661 | 1725 | 1737 | 1461 | 1541 | 1357 | 1462 | 1534 | 1473 |
| Liefste mijn liefste                                                               | -   | -    | -    | -    | -    | 1280 | -   | 1233 | 862  | 1530 | 873  | 1137 | 1092 | 1667 | 1616 | 1311 | 1732 | -    | -    | -    | -    | -    | -    | -    | -    | -    |
| Mien                                                                               | -   | 996  | -    | -    | -    | -    | -   | -    | -    | -    | -    | -    | -    | -    | -    | -    | -    | -    | -    | -    | -    | -    | -    | -    | -    | -    |
| Vanmorgen vloog ze nog (met Tsjechov, Simone Kleinsma, Martine Bijl & Robert Paul) | 612 | -    | -    | 1109 | 1014 | 953  | 870 | 865  | 722  | 853  | 1225 | -    | 1397 | 1423 | 1674 | 1866 | -    | -    | -    | -    | -    | -    | -    | -    | -    | -    |

1. ↑  Een '-' betekent dat het nummer niet was genoteerd en een vetgedrukt getal geeft de hoogste notering van een nummer aan.

## Theater

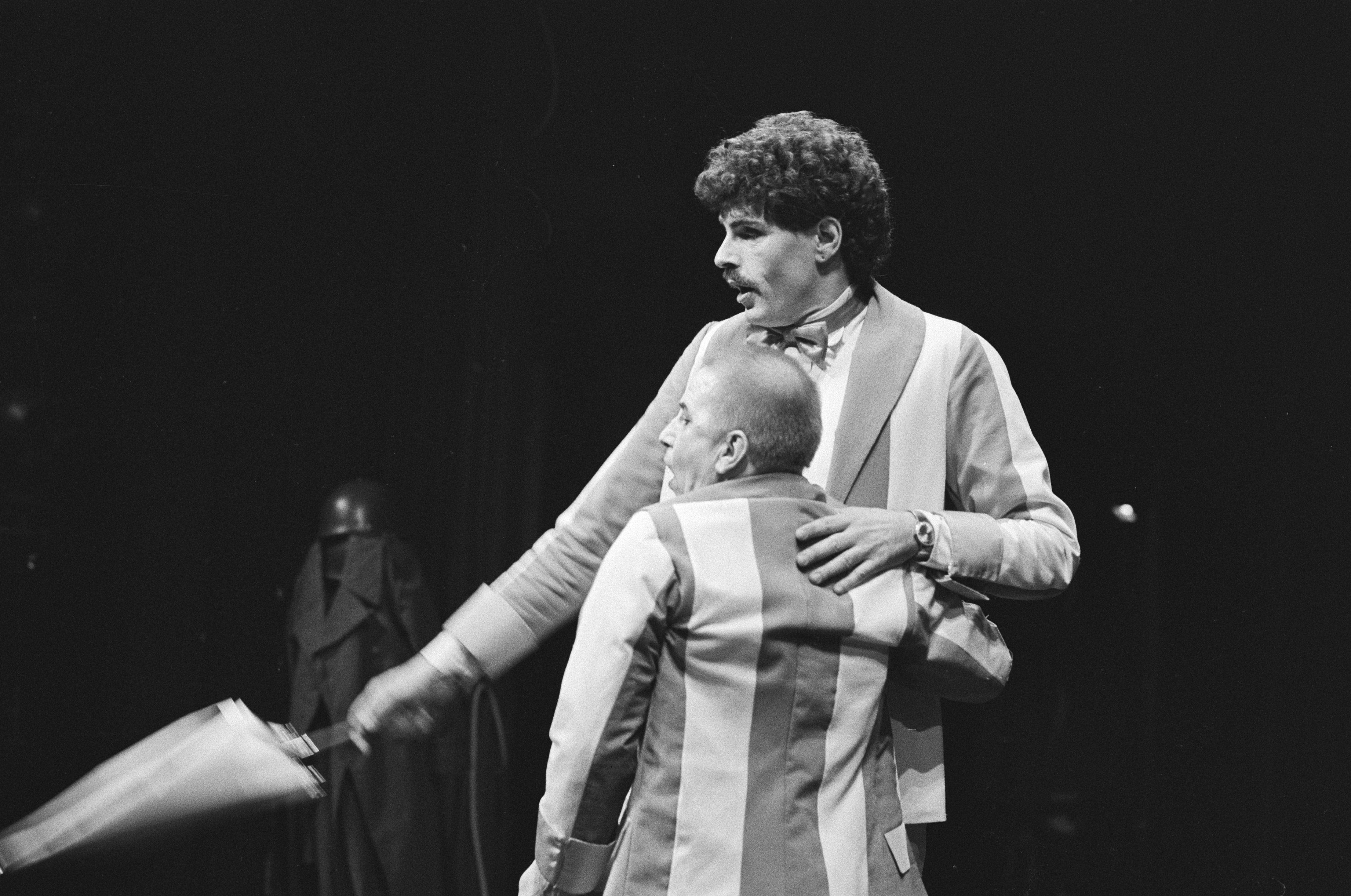
Tot hiertoe (1982)

- 1974 – Robert Long (met Cobi Schreijer)
- 1975 – Scherts, satire, songs en ander snoepgoed (met Jenny Arean, Dimitri Frenkel Frank en Jérôme Reehuis)
- 1976 – En dat is twee (met Nelleke Burg)
- 1977 – Levenslang (met Ansje van Brandenberg)
- 1978 – Wat ieder meisje weten moet (met Dimitri Frenkel Frank)
- 1978 – Swingpop (musical)
- 1980 – Duidelijk zo!? (met Leen Jongewaard)
- 1982 – Tot hiertoe (heeft de Heere ons geholpen) (met Leen Jongewaard)
- 1983 – En het bleef nog lang onrustig in de stad (met Leen Jongewaard)
- 1985 – SOLO
- 1995 – Nu (solo)
- 1999 – Lang genoeg jong
- 2000 – Cole Porter's songbook
- 2002 – Brand (solo)
- 2004 – Kerstconcert

## Televisie/films
- 1973/1974 – Herkent u deze tijd?
- 1973/1974 – Met liedjes het land in
- 1974/1975 – Voor achten
- 1974/1975 – Q & Q (titelsong)
- 1975/1976 – Liedjes uit Vroeger of later
- 1977/1978 – Liedjes uit Levenslang
- 1977/1978 – Scherts, satire, songs en ander snoepgoed
- 1977/1978 – Een heel dun laagje goud
- 1979/1980 – Robert Long (liedjesprogramma)
- 1982/1983 – Duidelijk zo!?
- 1983/1984 – Tot hiertoe (heeft de Heere ons geholpen)
- 1984 – 2e nasynchronisie van Sneeuwwitje en de zeven dwergen (1937), stem van de prins
- 1989/???? – Gummi Beren (titelsong)
- 1992 .    - Miljoenen Keuzes - Titelsong gezongen van Plantage Allee
- 1989/1995 – Tien voor Taal[7]

## Publicatie over Robert Long
- Rose-Marie Schreuders-Elands: 'Levensbericht – Jan Gerrit Bob Arend Leverman (Robert Long)'. In: Jaarboek van de Maatschappij der Nederlandse Letterkunde te Leiden, 2011-2012, pag. 85-91. Volledige tekst